# Алексеев, Иван Иванович (генерал)
Ива́н Ива́нович Алексе́ев (6 января 1896, Ретюнь, Санкт-Петербургская губерния — 13 августа 1966, Москва) — советский военачальник, генерал-майор (4 июня 1940).
Участник Первой мировой, Гражданской, советско-польской и Великой Отечественной войн.

## Биография
Родился 6 января 1896 года в деревне Ретюн (ныне — в Лужском районе Ленинградской области) в семье служащего. Закончил четырёхклассное городское училище.

### Первая мировая и гражданская войны
В 1914 году призван в ряды Русской императорской армии.
В 1915 году окончил Владимирское военное училище в Петрограде, после чего в чине подпоручика принимал участие в боевых действиях на фронтах Первой мировой войны. Служил в 164-м запасном полку.
В январе 1919 года добровольно вступил в ряды РККА и назначен на должность командира роты 1-го армейского запасного полка, затем в армейской школе младшего комсостава при этом же полку, а в августе 1919 года — на должность командира роты и батальона 47-го стрелкового полка (6-я стрелковая дивизия). Принимал участие в боях против войск под командованием генерала Н. Н. Юденича при обороне Петрограда, а с мая по июнь 1920 года — в советско-польской войне в районах Полоцка и Лепеля. В августе того же года участвовал в Варшавской операции, в ходе которой был ранен, после чего находился на излечении в госпитале.

### Межвоенное время
С окончанием войны продолжил служить в этом же полку на должностях командира батальона и помощника командира полка. В октябре 1921 года был назначен на должность командира 53-го стрелкового полка (18-я стрелковая дивизия, Белгород), в августе 1922 года — на должность помощника командира 17-го стрелкового полка (6-я стрелковая дивизия, Орловский военный округ). В октябре 1926 года был направлен на Стрелково-тактические курсы «Выстрел», по окончании которых в 1927 году командовал 164-м стрелковым полком (55-я стрелковая дивизия) и 147-м стрелковым полком (49-я стрелковая дивизия).
В январе 1934 года назначен на должность помощника командира 52-й стрелковой дивизии, дислоцированной в Ярославле (Московский военный округ), в 1935 году — на должность начальника Свердловского пехотного училища, а в июле 1940 года — на должность командира 6-го стрелкового корпуса (6-я армия, Киевский военный округ. Член ВКП(б) с 1939 года.
В 1941 году окончил курсы усовершенствования начальствовавшего состава при Высшей военной академии имени К. Е. Ворошилова.

### Великая Отечественная война
В начале Великой Отечественной войны корпус под командованием Алексеева принимал участие в приграничных сражениях в районе Львова.
С 18 сентября по 1 октября 1941 года Алексеев находился в окружении в районе города Лубны, при выходе из которого попал в плен и содержался в комендатуре по охране тыла, а затем в лагере военнопленных в Полтаве. Во время отправления советских военнопленных из Полтавы в Кременчуг бежал и в конце октября 1941 года в районе Харькова перешёл линию фронта. По состоянию здоровья отправлен на лечение из штаба Юго-Западного фронта в госпиталь Куйбышева. 15 декабря 1941 года (по другим данным — 14 декабря) после выписки из госпиталя Алексеев был арестован и доставлен в Москву, где находился под следствием. 29 января 1944 года Алексеев был уволен из рядов РККА.
Обвинялся в том, что в сентябре 1941 года в условиях немецкого наступления поддался панике и потерял управление войсками, бросил окруженные части и скрылся, а затем сдался в плен; после возвращения из плена в разговорах проявлял пораженческие настроения. На допросах признал часть обвинений, в то же время категорически отрицая добровольную сдачу в плен и сотрудничество с врагом.

### Послевоенная карьера
Вместе с рядом генералов был освобождён из заключения 8 февраля 1946 года. 16 января 1946 года был восстановлен в рядах РККА и воинском звании, после чего находился в распоряжении Главного управления кадров НКО СССР. Вскоре был направлен на учёбу на Высших академических курсах при Высшей военной академии имени К. Е. Ворошилова.
По окончании курсов в июне 1947 года был назначен на должность начальника военной кафедры Уральского государственного университета.
11 сентября 1953 года генерал-майор Иван Иванович Алексеев был уволен в отставку по болезни.
Жил в Свердловске. Умер 24 января 1985 года в Свердловске. Похоронен на Сибирском кладбище.

## Воинские звания
- полковник (26.11.1935)
- комбриг (16.08.1938)
- генерал-майор (4.06.1940)[1]

## Награды
- Орден Ленина (05.11.1946);
- три ордена Красного Знамени (22.02.1938, 06.05.1946, 15.11.1950)[3];
- Медаль «XX лет Рабоче-Крестьянской Красной Армии» (1938)[1];
- другие медали СССР.

## Память
В Луганске именем Алексеева назван один из жилых кварталов города. Но квартал назван в честь другого - Алексеев, Иван Ильич